# Jaja di Opobo
Jubo Jubogha, noto come Jaja di Opobo (Umuduruoha, 1821 – 1891), è stato un mercante nigeriano; ha fondato la città stato di Opobo, nell'attuale stato di Rivers, nel sud della Nigeria.
Nato ad Umuduruoha nella regione dell'Igboland, venne venduto come schiavo a dodici anni nell'isola di Bonny; solo in seguito, grazie ai rapporti commerciali stretti con gli inglesi, verrà soprannominato Jaja.
Jaja si dimostrò capace nel commercio già da giovane, riuscendo a riscattarsi da sé dalla schiavitù; era, inoltre, esperto nei rituali dell'etnia Ijaw, predominante in alcune aree della Nigeria meridionale, e riuscì ad imporsi come capo del clan Anna Pepple. Sotto il suo comando, l'Anna Pepple riuscì in breve tempo ad assorbire tutti gli altri raggruppamenti commerciali dell'isola di Bonny finché nel 1869 una disputa sorta con il clan rivale Manilla Pepple, capeggiato da Oko Jumbo, costrinse Jaja a stabilirsi ad Opobo e renderla indipendente.
In breve tempo, la città di Opobo riuscì a dominare il commercio locale di olio di palma e divenne la sede di quattordici dei diciotto raggruppamenti commerciali precedentemente attivi a Bonny; Jaja, inoltre, bloccò l'accesso ai commercianti inglesi verso l'interno della Nigeria, vendendo lui stesso l'olio di palma a Liverpool eludendo gli intermediari inglesi ed arrivando, di conseguenza, ad un monopolio di fatto. Dopo l'abolizione della schiavitù, infatti, l'olio di palma (utilizzato in Europa come lubrificante, nella produzione di sapone e in altri processi industriali) divenne rapidamente il fattore più lucrativo nella zona.
Nella conferenza di Berlino del 1884 le potenze europee stabilirono che anche Opobo avrebbe dovuto far parte della Nigeria inglese e in breve tempo le forze coloniali britanniche si mossero per conquistare la città-stato; nonostante ciò, Jaja continuò a rifiutare qualsiasi diritto commerciale richiesto dagli inglesi. Il viceconsole britannico Henry Hamilton Johnson tentò nel 1887 di negoziare in prima persona con Jaja; gli inglesi, tuttavia, lo arrestarono e lo portarono nell'attuale Ghana, la Costa d'Oro dell'epoca, nella sua capitale di Accra. Jaja venne successivamente esiliato nelle Indie Occidentali, a Saint Vincent, e si pensò di trasferirlo definitivamente alle Barbados.
Nel 1891, ormai a conquista avvenuta, Jaja poté rientrare a Opobo anche se morì durante il viaggio, pare per avvelenamento; a seguito del suo esilio e della sua morte, il potere dello stato di Opobo declinò rapidamente.